# ASL Airlines Belgium

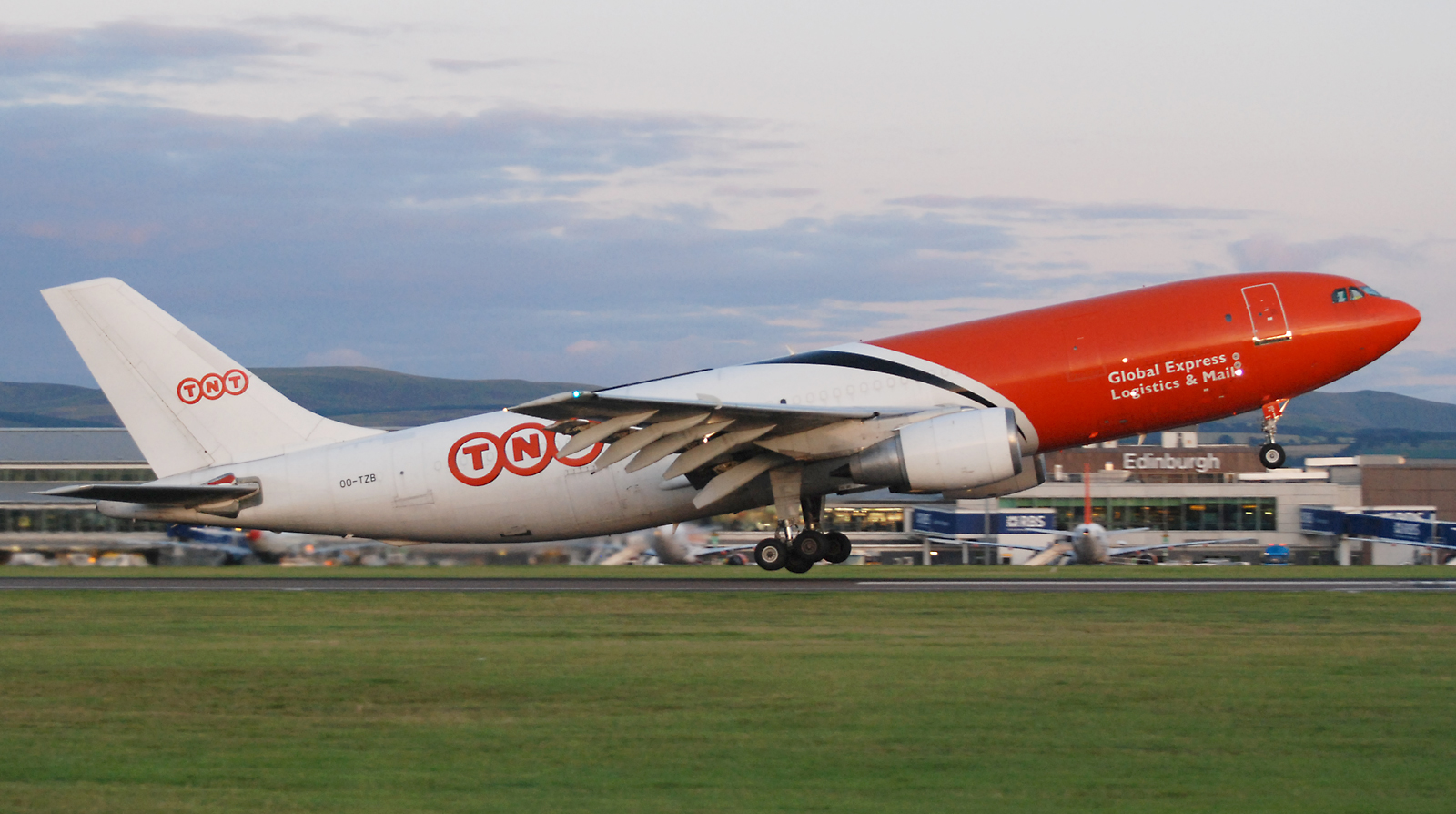
Een Airbus A300 van TNT Airways

ASL Airlines Belgium is een Belgische vrachtluchtvaartmaatschappij met als thuishaven Liège Airport in Luik. De in 1999 opgerichte maatschappij vervoert voornamelijk vracht.
Het bedrijf was tot in 2016 – onder de naam TNT Airways – een dochteronderneming van TNT Express. In datzelfde jaar werden activiteiten van TNT Airways overgenomen door ASL Aviation Holdings.
Op 15 juni 2006 moest TNT Airways-vlucht 352 een noodlanding maken op de internationale luchthaven van Birmingham nadat bij een eerdere (mislukte) landing op East Midlands Airport het rechtergedeelte van het landingsgestel afbrak.